# Бокал
Бокал (итал. boccale - врч) је мера за течност, нарочито вино или посуда за чување односно претакање течности. Садржина му је различита у разним крајевима и обично се кретала од 1,4 и 2,7 литара. Синоними за бокал су врч, бардак, већа чаша са поклопцем. Каже се још и покал (нем. Pokal)
Бокали могу бити: метални, стаклени, порцелански, од керамике у новије време и од пластике, 